# Quercus greggii
Quercus greggii — вид рослин з родини букових (Fagaceae), поширений у Мексиці.

## Опис
Це напіввічнозелене дерево або кущ заввишки від 1 до 8 метрів. Кора темно-сіра, луската. Гілочки стрункі, жовтувато-сірі, вовнисті першого року, стають голими. Листки еліптичні, зворотнояйцюваті, довгасті або іноді майже округлі, 3–6 × 2–4 см, товсті, жорсткі і шкірясті; верхівка тупа або округла; основа від майже серцеподібної до серцеподібної; край хвилястий, сильно загнутий, цілий або зубчастий у верхівковій половині; верх темно-сірувато-зелений, блискучий, шорсткий; низ блідо-коричневий або світло-жовтуватий, вовнистий; ніжка листка густо запушена, завдовжки 3–8 мм. Квітне у квітні. Чоловічі сережки завдовжки 3–4.5 см, до 18 квіток; жіночі суцвіття запушені, 1–3 см завдовжки, з 2–4 квітками. Жолуді завдовжки 1–1.8 см, у діаметрі 1 см, на короткій ніжці, 1–4 разом; чашечка охоплює 1/3 або 1/2 горіха; дозрівають у серпні — жовтні, у перший рік.

## Середовище проживання
Вид поширений у Мексиці (Сакатекас, Веракрус, Тамауліпас, Сан-Луїс-Потосі, Керетаро, Пуебла, Оахака, Нуево-Леон, Ідальго, Коауїла).
Вид росте в сосново-дубових лісах, високогірних чагарниках, соснових лісах, дубових лісах, на висотах від 2000 до 3050 метрів.

## Використання
Жолудями харчуються тварини.